# Biocoop
Biocoop és una empresa cooperativa francesa de capital variable, especialitzada en la distribució comercial de productes alimentaris procedents de l'agricultura ecològica i de productes de comerç just, materials de construcció baixos en carboni i cosmètics.

## Història
A la dècada del 1970, els consumidors es van reunir per comprar productes ecològics. A partir d'aquests grups de compra es van crear als anys 1980 cooperatives amb diferents formes jurídiques. L'any 1986, algunes d'aquestes empreses comercials cooperatives van fundar l'associació Biocoop.
L'any 1993, les especificacions de Biocoop van reunir empreses cooperatives i no cooperatives, arran de l'obertura a l'adhesió a les SARL familiars i a les SCOP (Sociétés COopératives et Participative), i van definir normes col·lectives relatives a l'elecció dels productes, la gestió de les empreses i la seva dimensió social.
L'any 2002, els membres de l'associació van adoptar nous estatuts i es van convertir en socis de l'associació, a la vegada que Biocoop es va convertir en una societat anònima cooperativa.
L'any 2005 va fusionar les seves plataformes logístiques i va participar en la creació d'Enercoop, proveïdor d'electricitat de fonts renovables. També va crear la seva filial Restauracion per el desenvolupament de la restauració col·lectiva ecològica. El 2006, va crear la seva pròpia empresa de transport, la Société de Transport Biocoop (STB).

## Compromís
El març de 2017, els membres de Biocoop van deixar de comercialitzar aigua sense gas en ampolles de plàstic. Es tracta d'un moviment que s'havia iniciat en algunes botigues el 2009 amb l'objectiu és lluitar contra una indústria del plàstic que Biocoop considera massa contaminant.
El novembre de 2020, Biocoop va ocupar el primer lloc en una classificació elaborada pel Financial Times de les empreses més actives en la inclusió social tenint en compte la paritat de gènere, obertura a totes les formes d'orientació sexual, origen ètnic, discapacitat i edat.